# 昂沃港
昂沃港（法語：Port-d'Envaux，法語發音：[pɔʁ dɑ̃vo]）是法国滨海夏朗德省的一个市镇，位于该省中部，属于桑特区。

## 地理
昂沃港（45°50'13"N, 0°40'49"W）面积22.55 平方千米，位于法国新阿基坦大区滨海夏朗德省，该省份为法国西部滨海省份，北起旺代省，西临大西洋，南至吉倫特省，东南接多爾多涅省，东北接德塞夫勒省接壤，东临夏朗德省。
与昂沃港接壤的市镇（或旧市镇、城区）包括：夏朗德河畔比萨克、克拉扎讷、埃屈拉、普拉赛、圣萨维尼安、圣韦兹、桑特、塔耶堡。

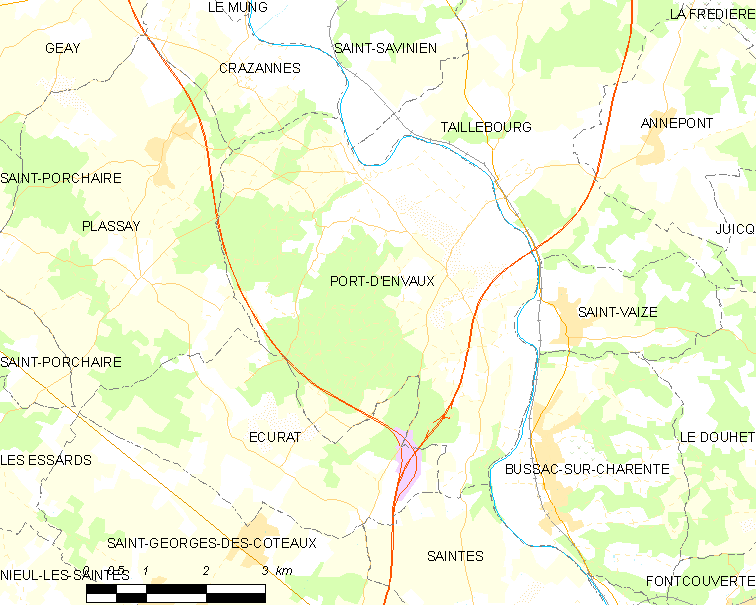
昂沃港的OSM定位图

昂沃港的时区为UTC+01:00、UTC+02:00（夏令时）。

## 行政
昂沃港的邮政编码为17350，INSEE市镇编码为17285。

## 政治
昂沃港所属的省级选区为圣波谢尔县。

## 人口

1962-2008年间昂沃港人口变化图示

昂沃港于2022年1月1日时的人口数量为1170人。